# Svendl Aagesen
Pour les articles homonymes, voir Aagesen.
Svendl Aagesen, ou Swend Aagesen ou Sven Aggesøn, (XIIe – XIIIe siècles) est un historien danois, auteur de la première chronique médiévale de l'histoire du Danemark, Brevis historia regum Dacie, couvrant la période de 300 à 1185.
Il est plus connu sous le nom latin de Sueno Agonis filius, langue dans laquelle il écrit, florissait vers la fin du XIIe siècle.
Svendl Aagesen était compagnon de chambre de l'historien danois Saxo Grammaticus qui lui-même rédigea son manuscrit Gesta Danorum (la Geste des Danois).

## Sources
- « Svendl Aagesen », Charles Weiss, Biographie universelle, ou Dictionnaire historique contenant la nécrologie des hommes célèbres de tous les pays, 1841 [détail des éditions].

Cet article comprend des extraits du Dictionnaire Bouillet. Il est possible de supprimer cette indication, si le texte reflète le savoir actuel sur ce thème, si les sources sont citées, s'il satisfait aux exigences linguistiques actuelles et s'il ne contient pas de propos qui vont à l'encontre des règles de neutralité de Wikipédia.
- Jean-Chrétien-Ferdinand Hœfer, Nouvelle Biographie générale (1852), t. 1, Paris, Firmin-Didot, 1852 (lire sur Wikisource), « AAGESON ou AAGESEN (Svend) »

## Publications
- Histoire abrégée des rois de Danemarck depuis Skiuld jusqu'à Canut VI.
- Histoire des lois militaires de Canut-le-Grand
- Suenonis quae extant opuscula. Soroe, 1642.
- Compendiosa historia regum Daniae (allant jusqu'en 1187)